# 泉南市
泉南市（日语：／ Sennan shi */?）是位於日本大阪府西南部的城市，西北側臨大阪灣，東南側為和泉山脈；由於關西國際機場人工島位於其西北側外海，因此該人工島的西南側約三分之一的區域被劃為本市的轄區，此部分區域多為機場的貨運、空廚、地勤業者的管制作業區域。

## 歷史
現在的泉南市轄區在令制國時代屬於和泉國日根郡呼唹鄉。江戶時代大部分區域為岸和田藩領地或幕府委託其管理的預地，也有部分區域為京都守護職役知及淀藩領地。
明治維新後，這些區域在1871年被整併到堺縣，後又於1881年併入大阪府；1889年實施町村制時，現在的泉南市轄區分屬新家村、東信達村、北信達村、西信達村、鳴瀧村、樽井村、雄信達村共7個行政區劃，這些區域在1956年整併為新設立的泉南町，並於1970年改制為泉南市。

### 變遷表
| 1889年4月1日 | 1889年 - 1926年 | 1926年 - 1944年           | 1945年 - 1954年            | 1955年 - 1988年            | 1955年 - 1988年     | 1989年 - 現在       | 現在                |
| ------------ | --------------- | ------------------------- | -------------------------- | -------------------------- | ------------------- | ------------------- | ------------------- |
| 新家村       | 新家村          | 新家村                    | 新家村                     | 1956年9月30日 合併為泉南町 | 1970年7月1日 泉南市 | 1970年7月1日 泉南市 | 1970年7月1日 泉南市 |
| 東信達村     | 東信達村        | 東信達村                  | 1941年2月11日 合併為信達町 | 1956年9月30日 合併為泉南町 | 1970年7月1日 泉南市 | 1970年7月1日 泉南市 | 1970年7月1日 泉南市 |
| 北信達村     | 北信達村        | 1928年1月1日 改名為信達村 | 1941年2月11日 合併為信達町 | 1956年9月30日 合併為泉南町 | 1970年7月1日 泉南市 | 1970年7月1日 泉南市 | 1970年7月1日 泉南市 |
| 西信達村     |                 |                           |                            | 1956年9月30日 合併為泉南町 | 1970年7月1日 泉南市 | 1970年7月1日 泉南市 | 1970年7月1日 泉南市 |
| 鳴瀧村       |                 |                           |                            | 1956年9月30日 合併為泉南町 | 1970年7月1日 泉南市 | 1970年7月1日 泉南市 | 1970年7月1日 泉南市 |
| 樽井村       | 樽井村          | 樽井村                    | 1940年4月1日 樽井町        | 1956年9月30日 合併為泉南町 | 1970年7月1日 泉南市 | 1970年7月1日 泉南市 | 1970年7月1日 泉南市 |
| 雄信達村     |                 |                           |                            | 1956年9月30日 合併為泉南町 | 1970年7月1日 泉南市 | 1970年7月1日 泉南市 | 1970年7月1日 泉南市 |

## 交通
西日本旅客鐵道阪和線、南海電氣鐵道南海本線及阪和自動車道分別自主要市區的東西兩側通過，往北可通大阪市、堺市，往南可至和歌山市。

### 鐵路
- 西日本旅客鐵道
  -  阪和線：（←泉佐野市） - 新家車站 - 和泉砂川車站 - （阪南市→）
- 南海電氣鐵道
  -  南海本線：（←田尻町） - 岡田浦車站 - 樽井車站 - （阪南市→）

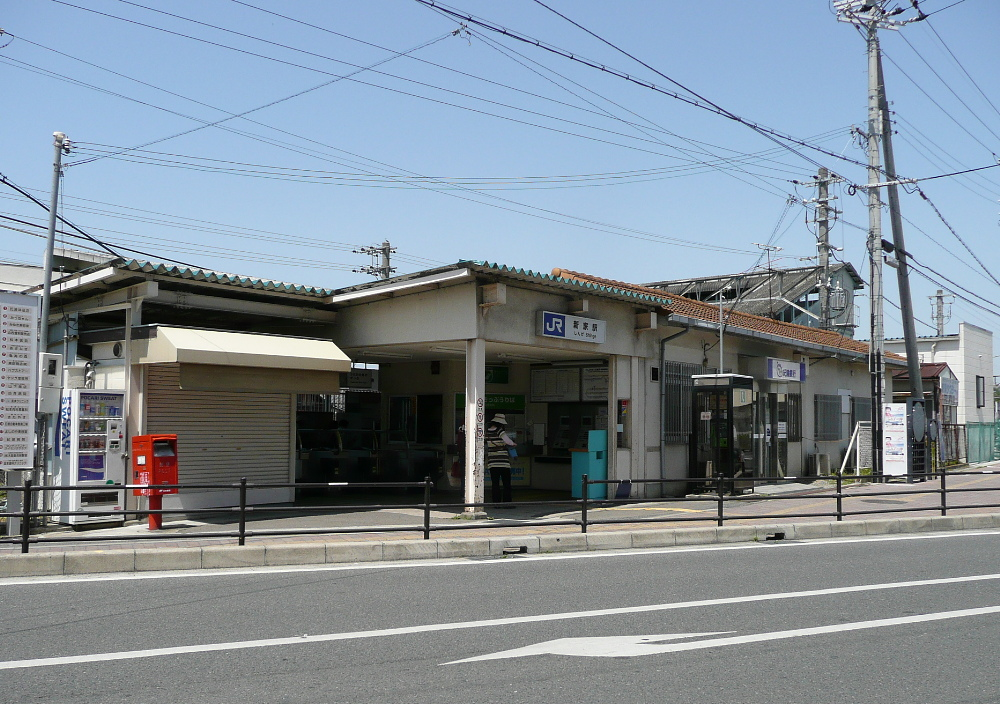
新家車站
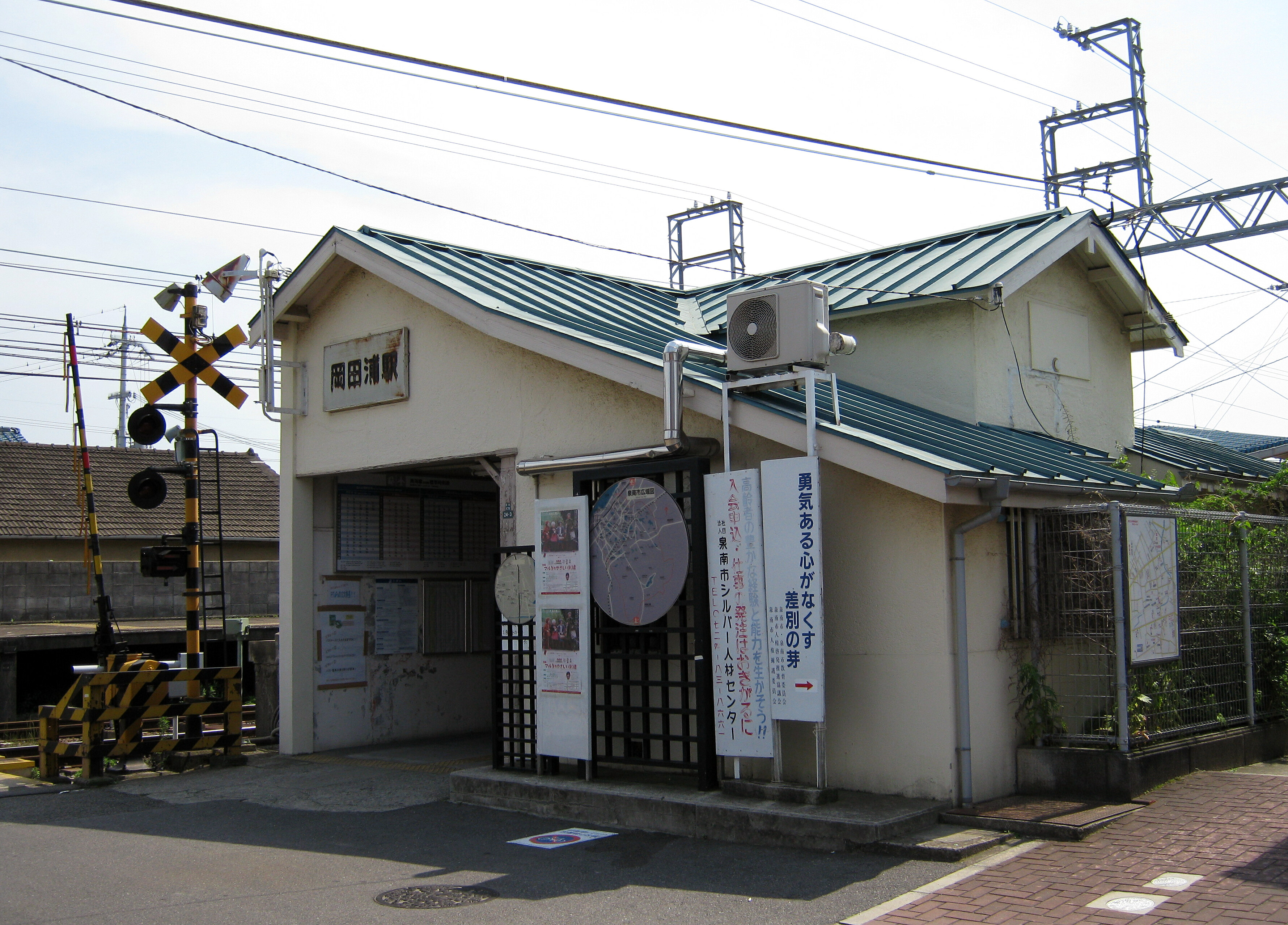
岡田浦車站
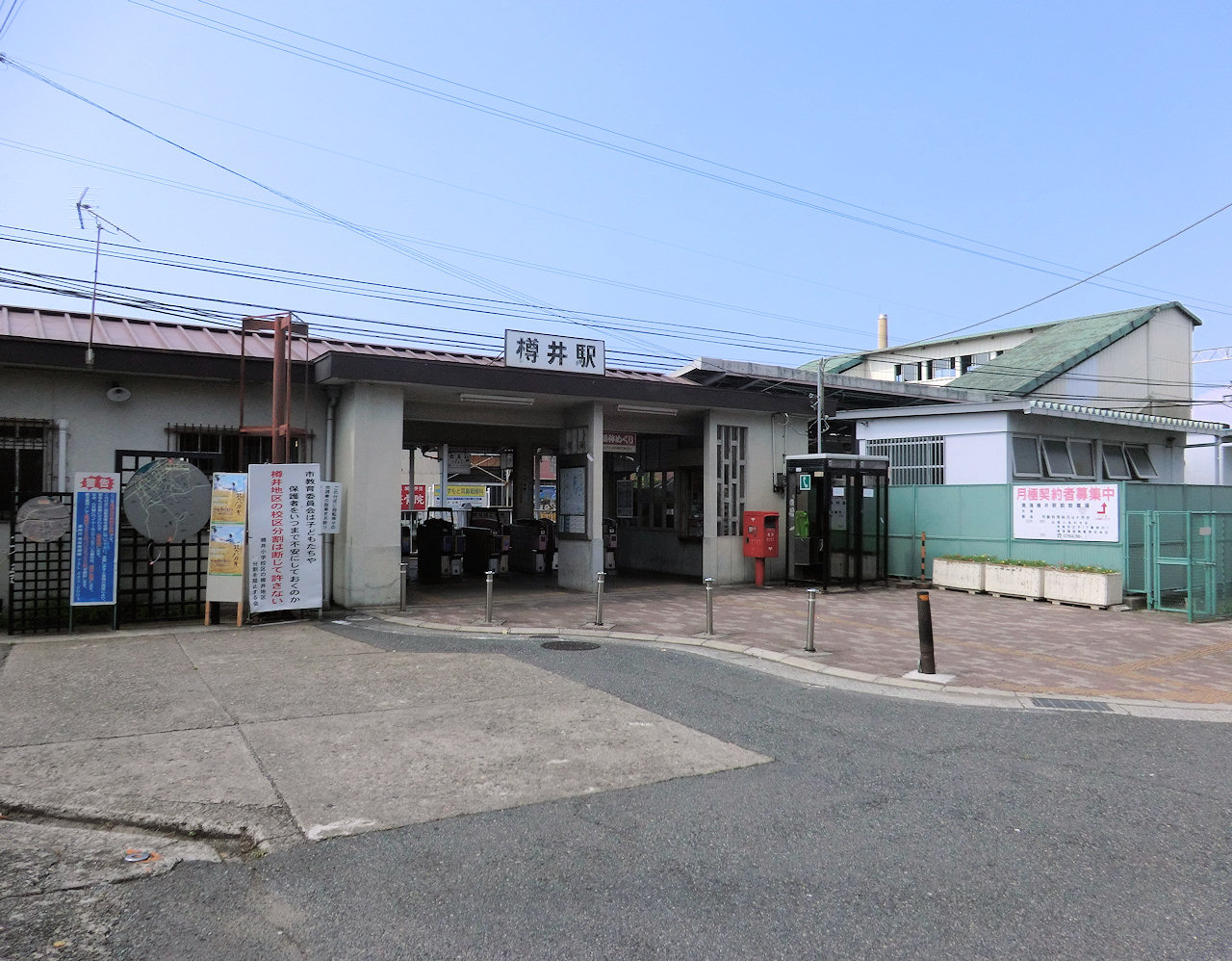
樽井車站

### 公路
高速道路
- 阪和自動車道：（泉佐野市） - 泉南交流道 - （阪南市）

## 觀光資源
轄內有多所於7世紀至8世紀期間所建立的古老寺廟，包括往生院、長慶寺、林昌寺、海會寺。

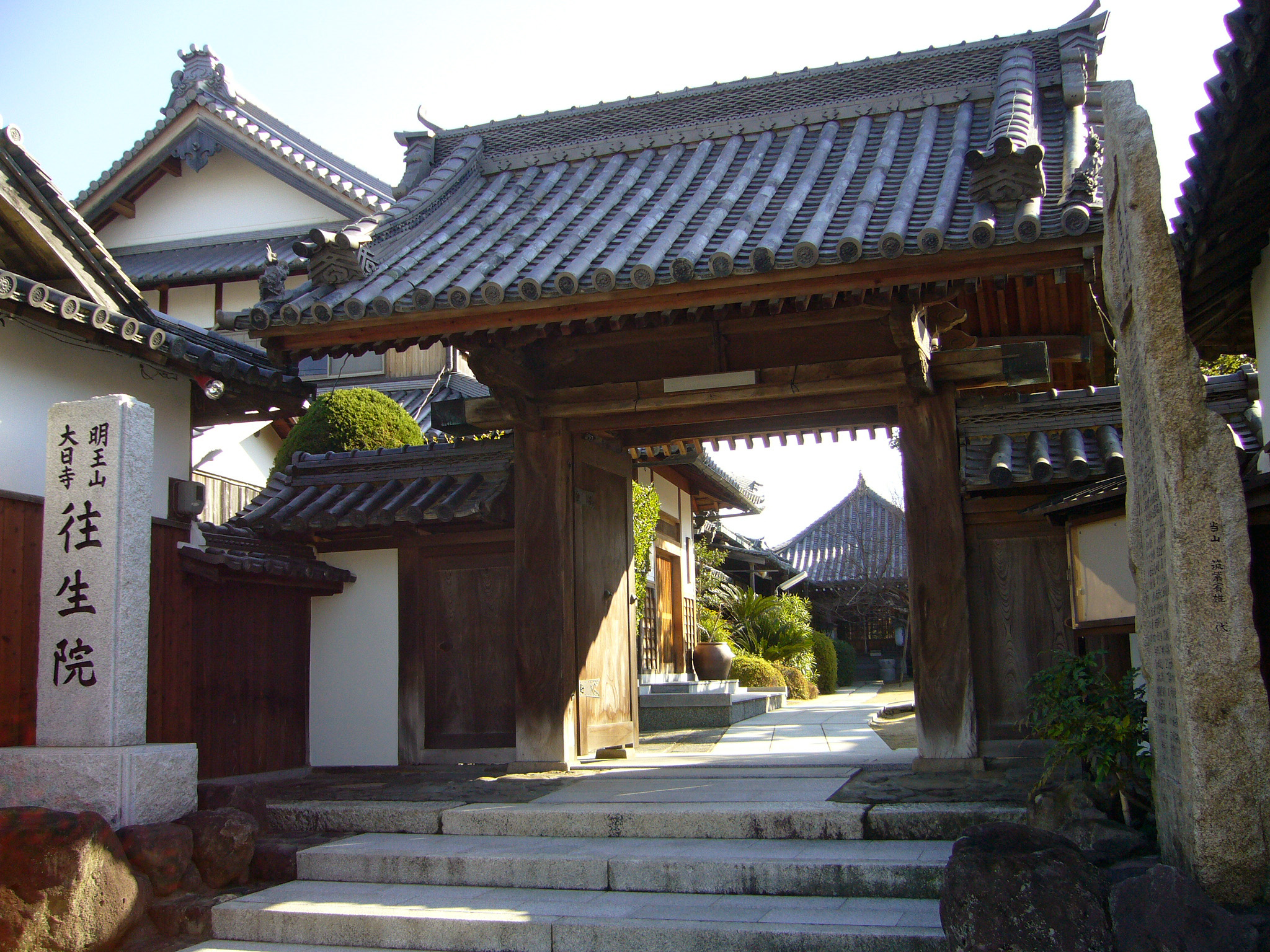
往生院
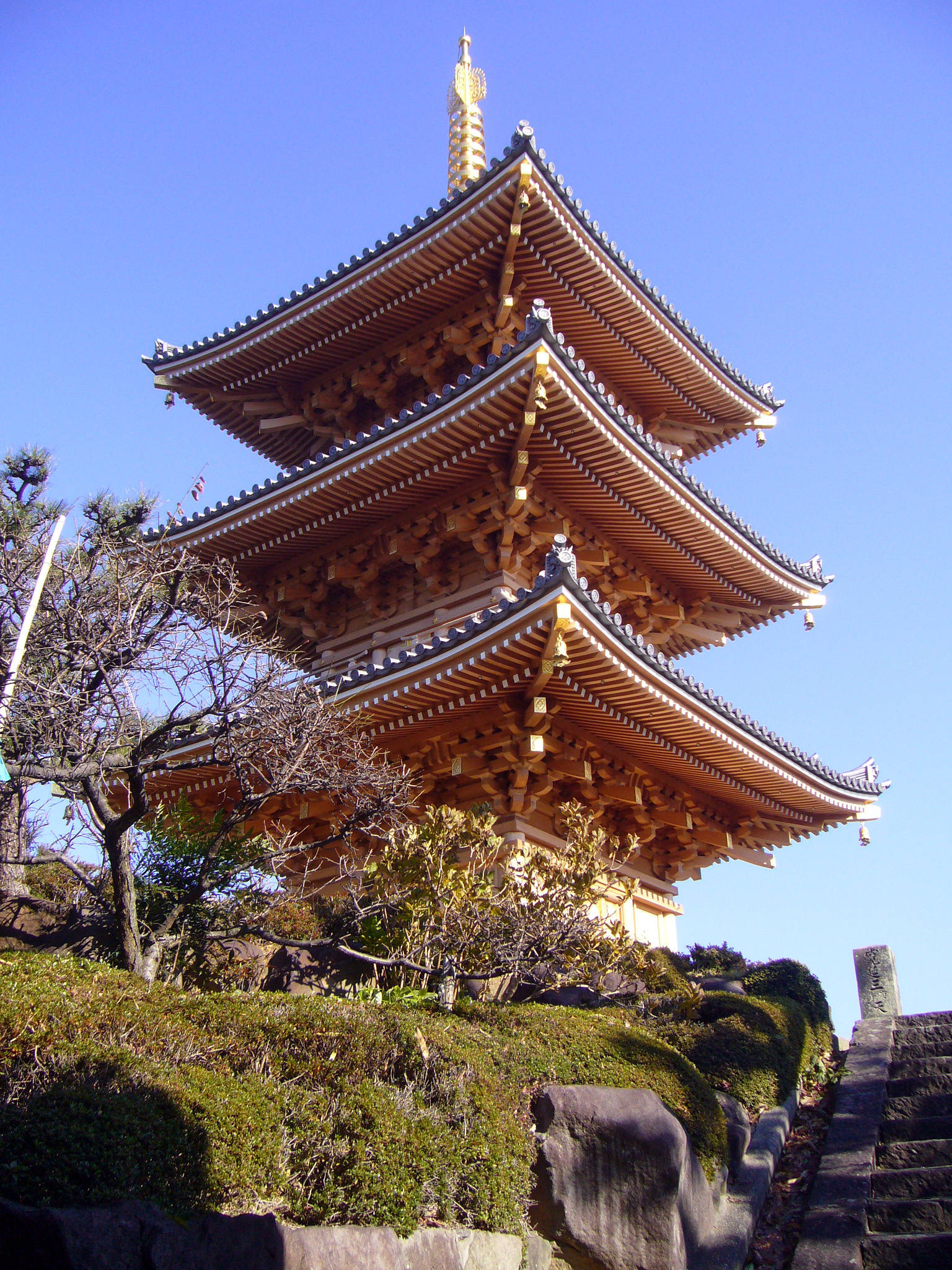
長慶寺的三寶塔
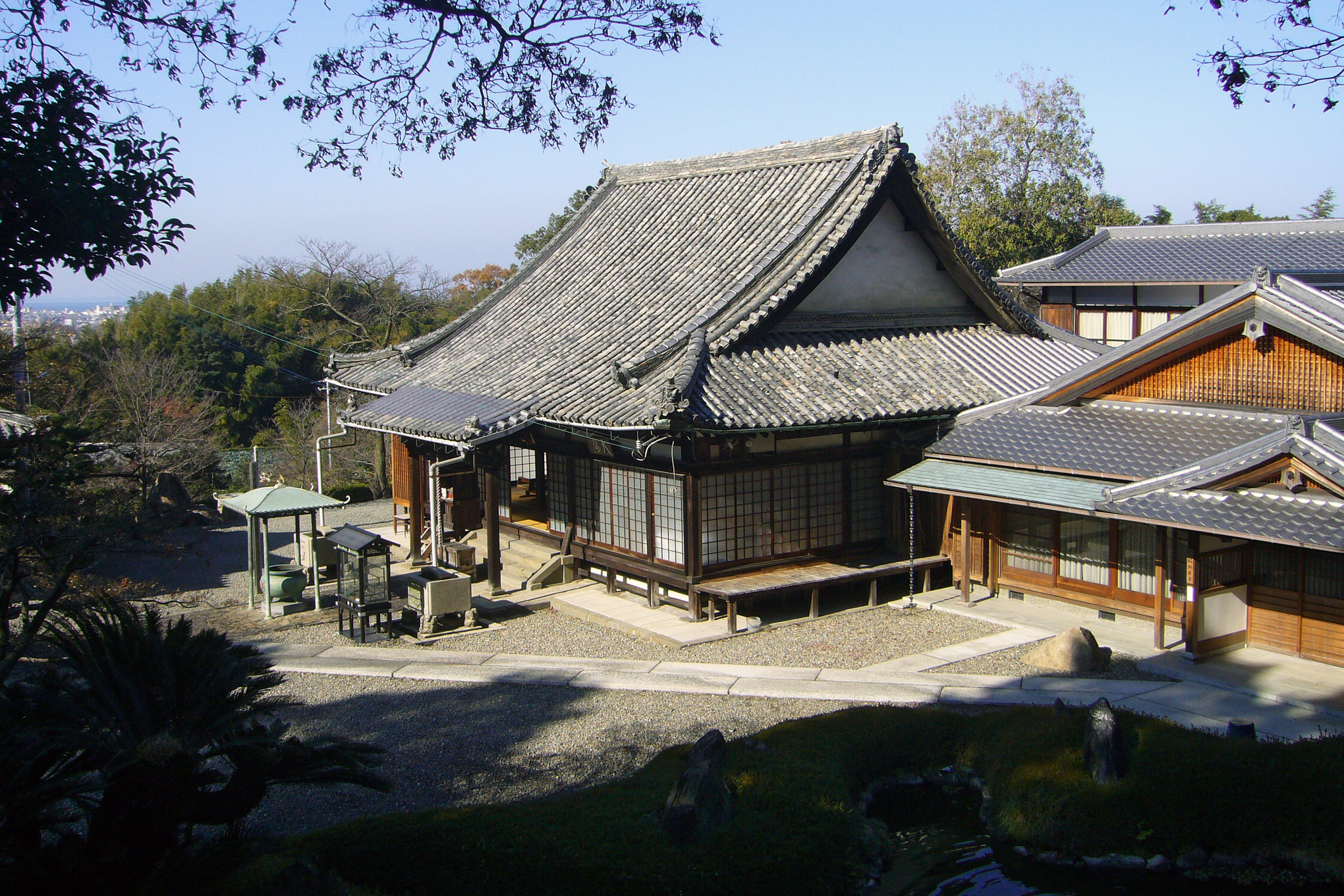
林昌寺

## 本地出身之名人
- 駒澤李佳：曲棍球選手
- 上山容弘：體操選手

## 外部連結
- （日語） 泉南市政府的Facebook專頁